# Сейсмічність Індонезії
Територія Індонезії та її територіальні води — характеризується вкрай високою сейсмічною активністю.

## Загальна характеристика
Від островів Індонезії починається Тихоокеанська тектонічна плита, що продовжується на Філіппінах, Молуккських островах і Новій Гвінеї. У західному напрямі від Індонезії простягається Бірмано-Яванська, або Зондська, гірська дуга — частина Гімалайської складчастої системи. До цієї дуги належать Малі Зондські острови, острів Ява та гори Суматри. Сила землетрусів в Індонезії — 6-8 бальна (за шкалою Ріхтера) і більше.

## Землетруси XXI століття

### 2004
26 грудня, о 00:58:53 UTC (07:58:53 за місцевим часом Джакарти), за 200 км на захід від північного узбережжя острова Суматри (Індонезія) в Індійському океані стався потужний землетрус сила якого становила 9,2 балів (за шкалою Ріхтера). Гіпоцентр землетрусу залягав на глибині близько 20 км під дном океану. За різними оцінками, в результаті цунамі, яке виникло в океані та висота якого місцями досягала 15 м, загинули 230—280 тис. осіб у 14 країнах.

### 2006
27 травня, о 22:53 за Гринвічем (UTC), у місті Джок'якарта на острові Ява в Індонезії стався сильно помірний (за шкалою інтенсивності МSK-64) землетрус магнітудою 6,3 балів (за шкалою Ріхтера) та інтенсивністю до 8,5-9 балів. Землетрус спричинив загибель майже 30 тисяч людей, 138 тисяч отримали поранення. Понад пів мільйона будинків отримали пошкодження або були повністю зруйновані.

### 2012
11 квітня, о 14:38 (за місцевим часом), в Індонезії біля берегів північної провінції Ачех, розташованій в крайній північній частині острову Суматра, стався дуже сильний (за шкалою інтенсивності МSK-64) землетрус руйнівної сили магнітудою 8,6 балів (за шкалою Ріхтера). За повідомленням Геологічної служби США (USGS), епіцентр землетрусу знаходився на відстані 495 км на північний захід від міста Банда-Ачех, а гіпоцентр залягав в Індійському океані на глибині 33 км. Через 125 хвилин стався потужний афтершок магнітудою 8,2 балів на відстані 615 км на північний захід від Банда-Ачех на глибині 16 км.

### 2019
12 квітня в Індонезії стався сильний (за шкалою інтенсивності МSK-64) землетрус магнітудою 7,0 балів (за шкалою Ріхтера). Епіцентр землетрусу було зафіксовано за 280 км на південь від провінції Горонтало на глибині 43 км. Індонезійське метеорологічне, кліматологічне і геофізичне агентство (BKMG) попередило жителів острова, що існує загроза цунамі.
24 червня біля узбережжя індонезійської провінції Папуа на заході острова Нова Гвінея стався сильно помірний (за шкалою інтенсивності МSK-64) землетрус магнітудою 6,1 балів (за шкалою Ріхтера). За даними сейсмологів, епіцентр підземних поштовхів знаходився за 250 км на захід від міста Джаяпура. Гіпоцентр землетрусу залягав на глибині 22 км. Того ж дня, сильний (за шкалою інтенсивності МSK-64) землетрус магнітудою 7,3 балів (за шкалою Ріхтера) стався біля узбережжя острова Ямдена. Епіцентр підземних поштовхів знаходився за 288 км на північний захід від міста Саумлакі. Гіпоцентр землетрусу залягав на глибині 208 км.

### 2020
15 травня в Індонезії стався сильно відчутний (за шкалою інтенсивності МSK-64) землетрус магнітудою 4,8 балів (за шкалою Ріхтера). Епіцентр землетрусу знаходився за 78 км на північний захід від міста Тернате на однойменному острові. Гіпоцентр землетрусу залягав на глибині 135,9 км.

### 2022
21 листопада в місті Сіанджур провінції Західна Ява (Індонезія) стався потужний землетрус. За повідомленням Геологічної служби США (USGS), помірний (за шкалою інтенсивності МSK-64) землетрус магнітудою 5,6 стався на глибині 10 км. Згідно з повідомленням Національного пошуково-рятувального агентства Індонезії, в результаті землетрусу загинуло щонайменше 268 людей, десятки дістали поранення, 13400 людей втратили житло.

### 2023
В ніч проти 25 квітня, приблизно о 03:00 (за місцевим часом), згідно з повідомленням Індонезійського метеорологічного, кліматологічного і геофізичного агентства (BKMG), в Індонезії поблизу острова Суматра стався сильний (за шкалою інтенсивності МSK-64) землетрус. Магнітуда землетрусу склала 7,3 балів (за даними Європейсько-Середземноморського сейсмологічного центру (EMSC) — 6,9 балів). Підземні поштовхи сталися на глибині 84 км, згодом сталося декілька афтершоків, магнітуда одного з яких, сягнула — до 5 балів (за шкалою Ріхтера). Мешканців попереджали про імовірність цунамі й закликали терміново евакуюватися подалі від океану.
29 серпня в районі моря Балі в Індонезії стався сильний (за шкалою інтенсивності МSK-64) землетрус магнітудою 7,0 балів (за шкалою Ріхтера). За даними EMSC, епіцентр землетрусу знаходився на відстані 203 км на північ від Матарами (Індонезія), на глибині 516 км під поверхнею Землі. Геологічна служба США (USGS) оцінила магнітуду землетрусу в 7,1 балів.
9 вересня, о 21:43 за місцевим часом (14:43 GMT), поблизу індонезійського острова Сулавесі стався сильно помірний (за шкалою інтенсивності МSK-64) землетрус  магнітудою 6,0 балів (за шкалою Ріхтера), однак спочатку повідомлялося про магнітуду 6,3 балів. Згідно з повідомленням AFP, епіцентр землетрусу знаходився на глибині 9,9 км. Індонезійське метеорологічне, кліматологічне і геофізичне агентства (BKMG) повідомило про відсутність цунамі, але попередило про можливі повторні поштовхи. Відповідно, мешканці села Ламбонга в Центральному Сулавесі, в паніці зібралися групами біля своїх будинків, шукаючи безпеки та побоюючись повторних поштовхів.
22 вересня, близько 22:00 за місцевим часом (18:00 за київським), у провінції Малуку на сході Індонезії стався сильно помірний (за шкалою інтенсивності МSK-64) землетрус магнітудою 6,3 балів (за шкалою Ріхтера). Згідно з повідомленням Агентства метеорології, кліматології та геофізики Індонезії, епіцентр землетрусу знаходився на глибині 177 км під морським дном. Поштовхи від землетрусу цунамі не спричинили.
8 листопада, об 11:53 (за місцевим часом), в морі Банда поблизу Індонезії стався сильний (за шкалою інтенсивності МSK-64) землетрус магнітудою 7,1 балів (за шкалою Ріхтера). З посиланням на Геологічну службу США (USGS), спочатку потужність землетрусу була визначена як 6,9 балів (за шкалою Ріхтера). За даними служби, попереджень про загрозу цунамі внаслідок землетрусу не було.
2 грудня поблизу регіону Кепулауан Бабар (острови Бабар) в Індонезії стався помірний (за шкалою інтенсивності МSK-64) землетрус магнітудою 5,6 балів (за шкалою Ріхтера). За повідомленням Європейсько-Середземноморського сейсмологічного центру (EMSC), поштовхи були зафіксовані на глибині 120 км.

### 2024
22 березня, о 10:52:58 (за київським часом), в Індонезії стався сильно помірний (за шкалою інтенсивності МSK-64) землетрус землетрус магнітудою 6,5 балів (за шкалою Ріхтера). За даними Індонезійського метеорологічного, кліматологічного і геофізичного агентства (BKMG), епіцентр землетрусу було зафіксовано за близько 130 км від міста Тубан у провінції Східна Ява на глибині 10 км. Поштовхи сильно відчувалися на Східній Яві, в її столиці Сурабаї, а також у містах сусідніх провінцій. Крім цього, короткі поштовхи також відчувалися в столиці Індонезії Джакарті, приблизно за 600 км від епіцентру землетрусу. За чотири години до зазначеного землетрусу стався землетрус магнітудою 6,0 балів, який завдав шкоди одному будинку та громадській будівлі в місті Тубан.
9 квітня на сході Індонезії стався сильно помірний (за шкалою інтенсивності МSK-64) землетрус магнітудою 6,6 балів (за шкалою Ріхтера). За повідомленням Геологічної служби США (USGS), поштовхи були зафіксовані за 147 км на північний захід від міста Тобело. Гіпоцентр землетрусу залягав на глибині 33 км.
28 травня поблизу берегів індонезійського острова Суматра стався сильно помірний (за шкалою інтенсивності МSK-64) землетрус магнітудою 6,2 балів. За повідомленням агентства Reuters з посиланням на дані геофізичного агентства Індонезії, гіпоцентр залягав на глибині 12 км під дном океану.

### 2025
12 серпня, об 11:24:24 (за київським часом), в індонезійській провінції Папуа зареєстровано сильно помірний (за шкалою інтенсивності МSK-64) землетрус магнітудою 6,1 балів (за шкалою Ріхтера). Гіпоцентр землетрусу залягав на глибині 17 км.
17 серпня на сході Індонезії стався помірний (за шкалою інтенсивності МSK-64) землетрус магнітудою 5,8 балів (за шкалою Ріхтера). За даними Геологічної служби США (USGS), епіцентр землетрусу знаходився за 15 км на північ від району Посо в провінції Центральне Сулавесі, після чого відбулося щонайменше 15 афтершоків. В результаті землетрусу постраждали 29 людей, двоє з них перебувають у критичному стані.